# Ailertchen
Ailertchen település Németországban, Rajna-vidék-Pfalz tartományban. Lakosainak száma 642 fő (2023. december 31.).

## Népesség
A település népességének változása:
| Lakosok száma | 583  | 591  | 591  | 630  | 624  | 642  |
|               | 1975 | 2017 | 2019 | 2021 | 2022 | 2023 |